# Minúscula 17
Minúscula 17 (en la numeración Gregory-Aland), ε 525 (Soden) es un manuscrito greco-latino en minúsculas del Nuevo Testamento en 354 hojas de pergamino (30.9 cm por 21 cm). Es datado paleográficamente en el siglo XV (según Scrivener, siglo XVI). Tiene algunas notas marginales.

## Descripción
El códice contiene el texto completo de los cuatro Evangelios en 354 hojas de pergamino. El texto está escrito en dos columnas por página, 25-26 líneas por página.
El texto está dividido de acuerdo a las Secciones Amonianas, cuyo números se dan en el margen. Contiene marcas del leccionario en el margen (para uso litúrgico), Synaxarion latino e ilustraciones.
Contiene la versión latina de la Vulgata.

## Texto
Aland no colocó el texto griego del códice en ninguna categoría. De acuerdo con el Perfil del Método de Claremont, representa a la familia textual Kx en Lucas 1 y Lucas 20, en Lucas 10 ningún perfil fue hecho.
Crea el grupo textual 17, junto con los manuscritos 30, 70, 120, 287, 288 y 880. Entre estos manuscritos 30 y 288 forman una pareja.
En Mateo 1:11 tiene la lectura adicional τον Ιωακιμ, Ιωακιμ δε εγεννησεν (de Joaquín, y Joaquín fue el padre de). La lectura es apoyada por el Codex Campianus, Codex Coridethianus, manuscritos de la familia textual f1, 33, 70, 71, y 120; la lectura fue citada por Griesbach en su Novum Testamentum Graece.

## Historia
Scrivener indica que: «Fue escrito prolijamente en Francia por George Hermonymus el espartano, que se instaló en París en 1472, y se convirtió en el maestro griego de Budaeus y Reuchlin».
Una vez perteneció al cardenal Carlos de Borbón (1476-1488). Fue examinado por Wettstein, Griesbach, Scholz, y Henri Omont. C. R. Gregory vio el manuscrito en 1885.
Se encuentra actualmente en la Bibliothèque nationale de France (Gr. 55) en París.

## Lectura adicional
- Gregory, Caspar René (1900). Textkritik des Neuen Testamentes 1. Leipzig: J.C. Hinrichs’sche Buchhandlung. pp. 132-133.

- Datos: Q6869918